# Rondeña
La rondeña es un palo del flamenco, incluido en el grupo de los llamados cantes de Málaga. Al igual que el resto de los palos del flamenco procedentes de la zona, la rondeña es anterior al propio flamenco, y se produce su incorporación al mismo durante el siglo XIX.

## Historia
Tiene su origen en el fandango malagueño, concretamente en las bandolás, de los que forma parte.
Según algunos autores, su nombre procede de las rondas nocturnas que, antaño, hacían los novios para cantar a su pretendida, aunque otros autores estiman que su nombre proviene de la ciudad de Ronda, por ser originarios de la serranía que la rodea.
Se expandió enormemente por toda Andalucía a lo largo del siglo XIX: tanto es así que numerosos turistas extranjeros de la época tuvieron referencia de ella, y lo relataron después de sus viajes.

## Cante
Ha evolucionado en los últimos tiempos, estando menos recargada de melismas y siendo algo más lenta en un principio. Es una composición sin compás, ad líbitum, y sus letras se identifican mucho con la vida campestre. Se trata de una copla de cuatro versos octosílabos, generalmente con rima consonante, que se convierten en cinco por repetición, normalmente del segundo, pero también puede darse sin repetición.

## Baile
Su baile, carente inicialmente de compás, presenta un compás abandolao. Otros tomaron el ritmo del taranto, presentando notables similitudes con este, siendo la rondeña, no obstante, más abierta y evocadora. 

## Intérpretes
Entre sus máximos representantes se hallan Miguel Borrull padre, que fue uno de los precursores, y Ramón Montoya, siendo este el primer gran intérprete que engrandeció el estilo.
Ya en el siglo XX, destacan Manolo Sanlúcar en el toque y cantaores como Fosforito, Antonio de Canillas, Alfredo Arrebola, Jacinto Almadén, Juan de la Loma, Enrique Orozco, Antonio Ranchal, "El Gallina", José Menese y Cándido de Málaga.

## Rondeñas populares
Rondeñas vienen cantando,
sobre la cama me siento,
porque, en oyendo rondeñas,
se me alegra el pensamiento.

Las rondeñas malagueñas
cántamelas, primo mio,
que al son de las malagueñas
me voy quedando dormío.